# Schlacht bei Alarcos
Am 19. Juli 1195 besiegten in der Schlacht bei Alarcos die Almohaden unter Yaʿqūb al-Mansūr gemeinsam mit den Meriniden das christliche Heer Kastiliens unter Alfons dem Edlen.

## Vorgeschichte
1190 hatte der Almohaden-Kalif Yaqub al-Mansur den christlichen Königen von Kastilien und Leon einen Waffenstillstand aufgezwungen, nachdem er deren Angriffe auf muslimisches Gebiet in Spanien abgewehrt hatte. Bei Ablauf des Waffenstillstandes, 1194, fiel Alfons VIII. wieder in al-Andalus ein, während sich Yaqub gerade in seiner nordafrikanischen Hauptstadt Marrakesch aufhielt. Yaqub eilte daraufhin zurück nach Spanien, wo er am Fluss Guadiana auf einer Anhöhe bei der Burg Alarcos (arabisch: al-Arak) in der Nähe der heutigen Stadt Ciudad Real auf das christliche Heer traf.

## Die Schlacht
Die Schlacht begann mit dem Angriff der Kastilier, welche die muslimische Vorhut überraschten. Allerdings hatte Alfons anscheinend die Größe des muslimischen Heeres unterschätzt. Yaqubs leichte Kavallerie umfasste die Flanken des gegnerischen Heeres, überwältigte dessen Nachhut und fiel den Christen anschließend in den Rücken. Diese Taktik traf die Kastilier völlig unvorbereitet und führte zu ihrer vollständigen Niederlage.
Alfons und die Reste seines Heeres flohen nach Toledo und Alarcos, während Yaqub nach Sevilla zurückkehrte.

## Folgen
In den folgenden Jahren stellte sich Alfons VIII., obwohl der König von Aragon ihn unterstützte, nicht mehr zum Kampf gegen Yaqub al-Mansur, während dieser plündernd durch seine Ländereien zog.
Die Schlacht war der letzte große Sieg der Berber auf der Iberischen Halbinsel. Er hielt die Reconquista nur kurzzeitig auf. 1212 siegte Alfonso VIII. in der Schlacht bei Las Navas de Tolosa über die Almohaden, woraufhin deren Imperium zusammenbrach.